# Гелен Сузман
Гелен Сузман, OMSG, DBE (уроджена Гавронська; нар. 7 листопада 1917 — пом. 1 січня 2009) — південноафриканська активістка та політикиня, що виступала проти апартеїду. Вона представляла низку ліберальних і лівоцентристських опозиційних партій протягом свого 36-річного перебування в Народній раді ПАР, яка складалася лише з білих та була контрольована Національною партією в розпал апартеїду. Двічі номінована на Нобелівську премію миру.
Сузман була організаторкою зустрічі, під час якої в 1959 році була заснована Прогресивна партія, і була її єдиною представницею зі 160 членів у Народній раді протягом тринадцяти років. Сузман була єдиною в південноафриканському парламенті, хто послідовно й однозначно виступав проти будь-якого законодавства про апартеїд.
Вона відіграла важливу роль у покращенні умов ув'язнення для членів забороненого Африканського національного конгресу, включно з Нельсоном Манделою, попри її застереження щодо революційної політики Мандели, а також була відома тим, що використовувала свій парламентський привілей, щоб уникнути урядової цензури та передавати ЗМІ інформацію про найгірші зловживання урядовців щодо апартеїду.

## Раннє життя
Обоє батьків Сузман були литовсько-єврейськими іммігрантами. Два брати з родини Гавронських і дві сестри з родини Давид емігрували з Литви до ПАР в різний час на початку 20 століття. Два брати зрештою одружилися з обома сестрах. Брати Гавронські оселилися в Трансваалі, а сестри Давід переїхали жити в Кімберлі. Гавронські займалися м'ясною промисловістю — м'ясом, шкурами, кістковим борошном — усім, що могли виробити. Згодом вони почали займатися землеробством і стали ще більш заможними.
Самуель (1888—1965) і Фріда (1888—1917) Гавронські мали двох доньок, а саме Гелен та її сестру Гертруду. Коли Гелен народилася 17 листопада 1917 року в тодішньому шахтарському містечку Джермістон, Гертруді було чотири роки й шість місяців. Коли Гелен було лише два тижні, її 28-річна мати померла від післяпологових ускладнень. Через 10 років Самуїл Гавронський одружився вдруге.
Як і у випадку з багатьма іншими єврейськими дівчатами в той час, Сузман здобула освіту в католицькій монастирській школі Парктаунського монастиря. Черниці вчили дівчат перемагати за будь-яку ціну, бо якщо програвали, старша монахиня давала їм прочухана. Сузман відчувала, що це добре підготувало її до політики: «У політиці не можна програвати».
Сузман не набула своєї політичної обізнаності в батьківському домі, оскільки вона не могла пригадати в дорослому віці, щоб її батько коли-небудь вважав темношкірих людей чимось іншим, крім «слуг». Після того, як її обрали до парламенту, вона двічі намагалася нагадати йому, що «чорні люди у ПАР підлягають багатьом обмеженням, які йому довелося пережити в ранньому житті як єврею в Російській імперії». Підростаючи, сама Сузман не мала контакту з темношкірими людьми, окрім як з домашніми робітниками.

## Післяшкільна освіта та шлюб
На початку 1934 року, коли Сузман ледь виповнилося 16 років, вона вступила до Вітватерсрандського університету (Вітс) на ступінь бакалавра. з такими предметами, як економіка, бухгалтерський облік і, пізніше, економічна історія. Наприкінці другого курсу вона здійснила студентську поїздку до Лондона, де жила її сестра. Сузман також сподівалася, що зможе вступити до Лондонської школи економіки, але батько наполіг, щоб вона повернулася додому. Гелен повернулася до Вітватерсранда, але її вигнали на третьому курсі. Пізніше вона прийшла до висновку, що була занадто молода, коли вступала до аспірантури.
Невдовзі після того, як вона покинула навчання, одного разу вона каталася верхи в школі верхової їзди й познайомилася з лікарем, який був старший за неї на 14 років. Доктор Мозес Мейер Сузман (6 березня 1904 — 11 липня 1994) був одним із восьми дітей багатого гуртового продавця тютюну. У 1937 році вони одружилися у Великій синагозі на Волмарансстраат, Йоганнесбург.
Пізніше доктор Сузман став лікарем-терапевтом, який спеціалізувався на захворюваннях серця, крові та нервової системи. Він практикував у Йоганнесбурзі до своїх вісімдесяти років. Під час засідань парламенту Гелен прилітала до Йоганнесбурга кожні вихідні, щоб провести два дні з чоловіком.
У подружжя Сузманів народилося дві дочки. Молодша Патриція стала нефрологом, останні роки жила і працювала в Бостоні, США. Френсіс, старша, була історикинею мистецтва, одружилася з професором права Джеффрі Джовеллом і переїхала в Лондон. Френсіс та Джеффрі закінчили Гарвард. Їхня перша дитина, Джоанна, народилася в Массачусетсі, а друга, Даніель, у Канаді, де сім'я жила деякий час.
Невдовзі після народження Френсіс, Сузман повернулася до Вітса й здобула там ступінь у 1942 році. У той час розгорталася Друга світова війна. Прем'єр-міністр Джон Форстер, з яким Сузман пізніше матиме багато спільного в парламенті, і його політичні однодумці, які ще не пробачили британцям страждань під час другої англо-бурської війни, приєдналися до Оссевабрандвага, який мав на меті скинути уряд у Південно-Африканському Союзі та замінити його нацистським урядом. Мозес Сузман у той час працював у південноафриканському медичному корпусі й, поки Гелен була вагітна другою дитиною, пішов служити підполковником у військовий госпіталь у Єгипті. Він майже два роки провів на віддалених постах. Тим часом Гелен узяла тайм-аут, щоб доглядати за своїми двома доньками та попрацювати у Військовому фонді генерал-губернатора, а потім статистикою у Раді військових припасів, де її обов'язком було вишукувати людей, які незаконно отримали вигоду від воєнних дій.

## Після Другої світової війни
У 1945 році Університет Вітватерсранда запропонував Сузман працювати репетиторкою за сумісництвом, і незабаром вона була призначена викладачкою економічної історії. Тут Гелен працюватиме вісім років. Згодом вона все більше й більше цікавилася політикою й стала брати участь у багаторасовому Південноафриканському інституті расових відносин.
Наприкінці 1945 року прем'єр-міністр Ян Смутс призначив комісію з розслідування законів, що стосуються міських темношкірих людей. Комісію мав очолити суддя Генрі Феган з Апеляційного суду. Інститут попросив Сузман, яка невдовзі стала членом виконавчої ради, допомогти підготувати їхнє подання до Комісії Фегана. Через 40 років Гелен сказала, що пізно почала працювати в цій сфері, але «як тільки почала працювати, стала абсолютно одержима нею». Наприкінці вісімдесятих, під час дебатів щодо законопроєкту про скасування імміграційного контролю в Народній раді, Сузман сказала, що «саме вивчення системи праці мігрантів привело мене в політику». Комісія Фейгана нарешті виявила, що «міграція темношкірих людей до міст є природним економічним явищем, яке можна регулювати та керувати, але не можна повернути в колишній стан». Прем'єр-міністр Смутс прийняв рекомендації комісії про те, що чорношкірі люди приїхали, щоб назавжди оселитися в «білих» міських районів і що законодавство повинно визнавати цю реальність, а також те, що стабільна, закріплена чорношкіра робоча сила в міських районах може створити надійну робочі ресурси для підприємств і фабрик і бути корисною для сектору роздрібної торгівлі. Однак перш ніж Смутс зміг вжити заходів відповідно до висновків комісії Фейгана, Національна партія виграла вибори 1948 року. Після цього Національна партія, яка була при владі з 1924 по 1933 рік і вже запровадила багато своїх законів на користь апартеїду, повернулася до застарілого уявлення про те, що чорні люди були лише тимчасовими прибульцями в «білих» міських районах.

## Політична дільність
Пріоритетом Сузман, окрім сім'ї, була медицина, але до 1949 року вона вже настільки цікавилася політикою, що створила відділення Об'єднаної партії в кампусі Вітса для студентів і викладачів. Протягом цього часу Національна партія доповнила чинне законодавство рядом нових обмежень для темношкірих південноафриканців, від Закону про групові зони до Закону про окремі заклади, про резервування робочих місць, освіту, заборону змішаних шлюбів, придушення комунізму (до якого з часом вносилися 84 поправки, щоб зробити його ще суворішим) і про расову класифікацію. За 36 років роботи в Народній раді жодна з пропозицій Сузман не була прийнята, але наприкінці своєї кар'єри вона могла принаймні спостерігати, як було скасовано багато законів, проти яких вона так завзято боролася, особливо це стосувалося законів про перепустки та закону про контроль притоку.
Ближче до кінця 1952 року лідери Народної ради в заможному виборчому окрузі Гоутона у північному передмісті Йоганнесбурга вирішили, що хтось має замінити їхнього представника в Народній раді Союзу, Еріка Белла, який був обраний без конкурентів у 1943 (коли було створено виборчий округ) і 1948 роках. З моменту свого заснування і до скасування трипалатного парламенту Гоутон був одним із небагатьох виборчих округів, у якому Національна партія ніколи не могла перемогти, і який завжди безпечно був у руках опозиції, будь то Об’єднана партія, Прогресивна партія та її наступники чи Нова республіканська партія. Тож будь-хто, висунутий на виборах 1953 року кандидатом від Гоутона від, міг бути впевнений, що він або вона потрапить до Народної ради, незалежно від того, буде висунута туди кандидатура чи ні. До участі в тристоронній боротьбі за номінацію були запрошені Сузман і Джойс Варінг. Після цього доктор Сузман закликав дружину балотуватися (її дочкам на той час було 10 і 13 років), з чим Гелен погодилася, мабуть, тому, що вважала свої шанси невеликими. Але також тому, що, як вона пізніше розповіла, «найбільш руйнівна річ, яку ви можете зробити в Південній Африці сьогодні, це жити тут і нічого не робити із ситуацією, насолоджуватися м'ясом, яке є тут для всіх нас (білих людей), й абсолютно нічого не робити з основною несправедливістю навколо нас». Сузман була висунута та обрана без конкурентів на виборах у квітні 1953 року й потрапила в парламент.

## Народна рада ПАР
Сузман дебютувала в Народній раді в Кейптауні в липні 1953 року. Під час першого засідання вона зупинилася в готелі, але пізніше купила трикімнатну квартиру з краєвидом на Столову гору. Після шокової поразки Національної партії (прихильники апартеїду) в 1948 році стан партій у Народній раді був таким: 70 членів Нацпартії (НП) плюс дев'ять від Партії африканерів, порівняно з 65 членами від опозиційної Об’єднаної партії (ОП) плюс шість від Лейбористської партії. Ця незначна більшість НП значно зміцнилася після того, як вона отримала всі шість місць на перших виборах до парламенту ПАР у Південно-Західній Африці в 1950 році. На загальних виборах 1953 року, попри рішучі зусилля ОП, за підтримки команди ветеранів Другої світової війни Torch Commando на чолі з Сейлором Маланом, НП збільшила кількість місць до 95 порівняно з 57-ма в ОП (плюс підтримка п'ятьох лейбористів).
Одним із колег Сузман, який став її другом на все життя, був Гаррі Оппенгеймер, який залишався в Народній раді до смерті свого батька-гірничого магната в 1957 році, коли він пішов у відставку з парламенту, щоб керувати бізнес-імперією Оппенгеймера.

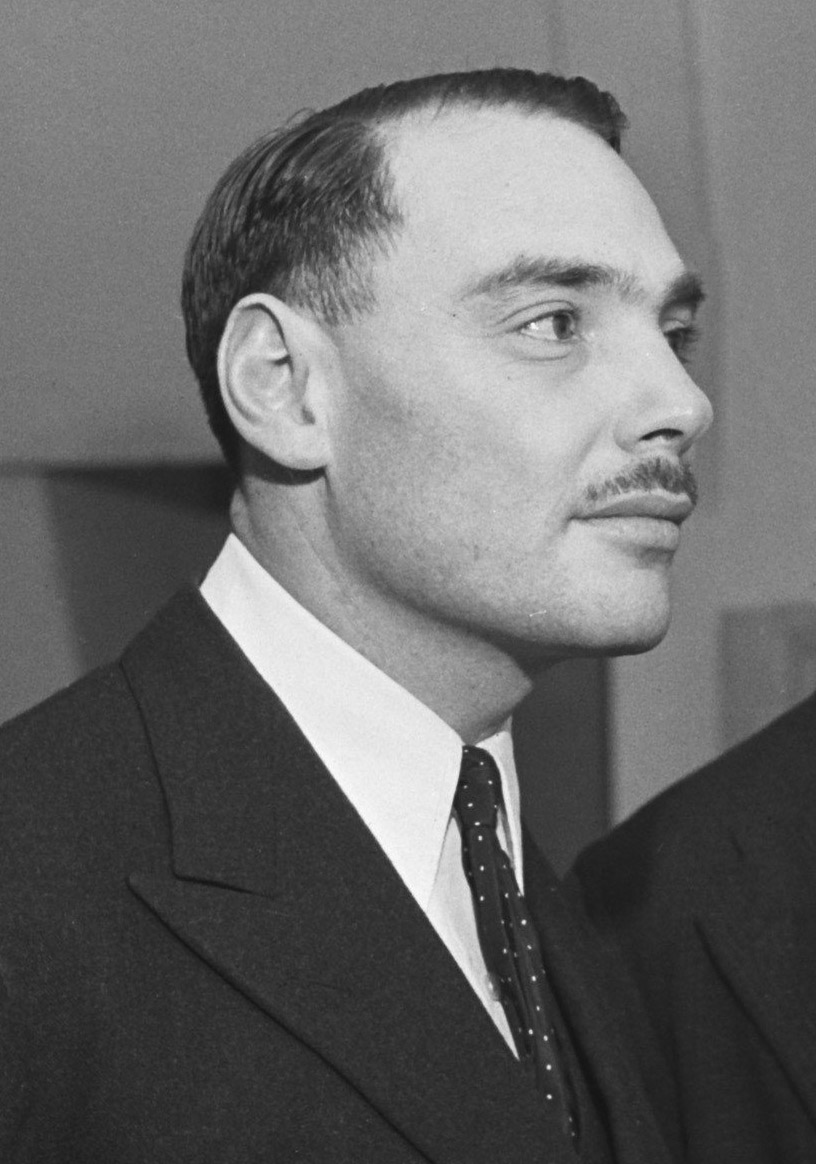
Гаррі Оппенгеймер був другом Сузман і непохитним прихильником Прогресивної партії та її нащадків.

Невдовзі після вступу Сузман до Народної ради занепокоєння та розчарування результатами виборів 1953 року призвели до розколу двох партій: Об’єднаної федеральної партії (ОФП) на чолі із сенатором Джордж Гітон Ніколлс з провінції Наталь та Ліберальної партії. ОФП опублікувала свої політичні засади 11 травня 1953 року. Вони передбачали федеративний союз штатів і територій ПАС із перерозподілом повноважень, який надавав би набагато більший ступінь незалежності провінціям, щоб вони могли навіть відокремитися за певних обставин. Засудження цієї нової політичної партії було настільки широким, що ОФП не змогли нічого досягти на практиці. Значно більшу роль відіграли ліберали. Головним політичним принципом партії було загальне виборче право за загальним виборчим списком, до чого Сузман була готова лише через багато років. Серед керівників Ліберальної партії (ЛП) були такі відомі люди як Маргарет Баллінджер, Алан Патон, Лео Марквард, Оскар Волгейм, Леслі Рубін і Едгар Брукс. Всупереч існуванню сильних лідерів, ЛП так і не завоювала популярності серед білих виборців, а іноді їй також вдавалося відчужувати чорних та індійських політиків. Відсутність значної народної підтримки в ЛП призвело до подальшого послаблення ОФП та втрати прихильності провідних англомовних південноафриканських інтелектуалів п'ятдесятих і шістдесятих років.
Нарешті Сузман представила Гоутон як член парламенту протягом восьми років після переобрання в 1958 році. У той час, коли вона була віцепрезиденткою від Ліберальної партії, було складено Маніфест свободи Африканського національного конгресу, Гендрік Вервурд (за словами Сузман, «єдиний чоловік у світі, якого я справді боялася») перебрав кермо влади від літнього Даніеля Франсуа Малана в 1954 році, що дало поштовх численним законам апартеїду, які зробили життя темношкірих людей ще нестерпнішим.
Ліберали все ще взаємодіяли й надалі, попри розкол на лівих і правих. Деякі проблеми були суто особистими та дрібними. Наприклад, жінка-член парламенту зауважила на засіданні: «Ну, я не знаю про що думає місис Сузман, але коли я йду в музей, мені не подобається, коли до мене притирається дивний темношкірий чоловік» на що Сузман відповів: «Тоді ти не проти того, щоб дивний білий чоловік притерся до тебе?».

## Заснування Прогресивної партії
Напередодні з'їзду Об'єднаної партії в мерії Блумфонтейна в серпні 1959 року в пресі з'явилися припущення, що партія знову поступиться лівим. Сузман була однією з доречно згаданих членів Народної ради. На цьому з'їзді більшість членів ОП підтримали політику партії щодо темношкірих людей. Наприклад, Конгрес висловив своє рішуче засудження будь-яких подальших покупок державою землі, що належить білим, заради розширення територій чорношкірих племен.
Перші збори Прогресивної партії відбулися 23 і 24 серпня 1959 року в будинку Сузман. Невдовзі після цього на установчому з'їзді партії в Йоганнесбурзі під керівництвом Гаррі Лоренса, який був міністром у Кабміні Баррі Герцога та Смутса, там також були присутні деякі темношкірі люди. Прогресивна партія (ПП) дебютувала в парламенті в 1960 році під керівництвом Яна Стейтлера з Таунлі Вільямсом і Коліном Еґліном як заступниками.
Гендрік Вервурд, прем'єр-міністр у 1958—1966 роках, був незадоволений присутністю 11 лібералів, і вважав, що дострокові загальні вибори можуть допомогти з їх усуненням. Основною причиною дострокових виборів було бажання перевірити думку виборців щодо виходу ПАС із Британської Співдружності після того, як виборці на референдумі 1960 року голосували лише за те, стати республікою чи ні.
Бажання, Вердвурда, так би мовити, збулося: усі ліберальні політики, крім Сузман, втратили свої місця на виборах 18 жовтня 1961 року:
- O.T. Вільямс програв 959 голосів у Дурбан-Масгрейв,
- Рон Батчер програв 883 голоси в Дурбан-Береа,
- Зак де Бір[af] був третім у Мейтленді з 16,8 % голосів,
- Клайв ван Ренвелд[af] програв у Східному Лондоні та отримав 28,8 % голосів,
- Джон Коуп програв із усього лише 85 голосами в Парктауні,
- Колін Еґлін[af] — 30,7 % голосів у Пайнленді,
- Ян Стейтлер[af] — 34,6 % голосів у Південному Порт-Елізабет,
- Гаррі Лоренс[af] — 31,7 % голосів у Солт-Ривер,
- Рей Сварт[af] отримав лише 1 % голосів (104 зі 10 160) у Зулуленді.
- У Гоутоні Сузман перемогла Г. Міллера з Об'єднаної партії з перевагою в 564 голоси.

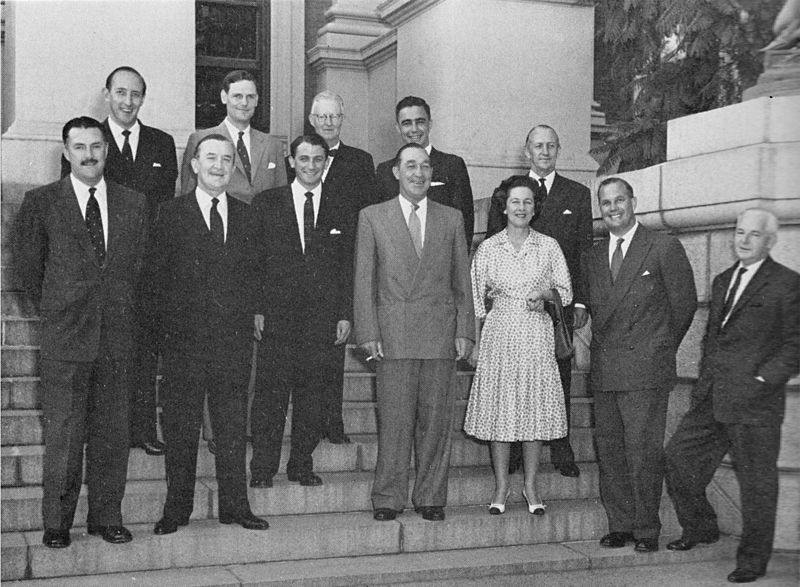
Парламентська фракція Прогресивної партії, сфотографована на сходах перед парламентом у 1960 році. Спереду (зліва на право): Волтер Стенфорд, Гаррі Лоренс, Борис Вілсон, Ян Стейтлер, Гелен Сузман, Колін Еґлін, Овен Вільямс. Позаду: Рей Сварт, Клайв ван Раневелд, Джон Коуп, Зак де Бір, Рональд Батчер

Попри те, що 24 кандидати від Прогресивної змогли зібрати 8,5 % голосів, Сузман уже була кандидатом, що досяг полюса через тодішню Вестмінстерську систему, за якою кандидати обиралися простою більшістю в один голос у виборчих округах, на відміну від пропорційного представництва, коли кількість представників партії відображає її частку голосів на виборах.

## Як єдина представниця у Народній раді
Протягом наступних 13 років Сузман була публічним втіленням усієї Прогресивної партії, яка на виборах 1961 року змогла зібрати 8,5 % голосів, але яка за правилами Вестмінстерської системи ПАС отримала лише одне місце в народній раді (8,5 % від 160 членів Народної ради складали б 13-14 представників). За весь цей період Сузман жодного разу не обідала в депутатській їдальні, бо ніхто не хотів бути поруч із нею за одним столом. Вона здебільшого їла сендвіч одна у своєму офісі. Усі колеги, які в неї були, стали дослідниками, які мали тримати її в курсі поточних подій, але в неї не було автора спічів і, як «Прогг» (як невдовзі почали називати членів Прогресивної партії) у бажанні виступити проти якихось рішення або події, Гелен мала писати промову й виступати сама. Пізніше вона розповіла, що навчилася слухати чиюсь промову з одночасним написанням власної, а також, що її освіта в монастирській школі, де наголос робився на запам'ятовуванні, стала в пригоді. Більшість її колег-членів у Народній раді розмовляли африкаансом, і хоч Сузман добре розуміла цю мову, вона виголошувала майже всі свої промови та коментарі англійською.
У певному сенсі її єдиним союзником у Народній раді зі 160 членами, яких стало 170 перед виборами 1966 року, був спікер Геннінг Клоппер, який сумлінно інформував її на початку кожної сесії. Хоча Коппер очікував, що йому доведеться не погоджуватися з кожним словом Сузман, він усе ж вірив у певні права меншості. Клоппер запевнив Гелен, що подбає про те, щоб вона могла говорити, коли захоче. Таке справедливе ставлення в Народній раді, яке дало їй достатньо можливостей для виступу, дало більш ніж достатньо для англійської преси, щоб повідомити про це та популяризувати Прогресивну партію, а також те, що консервативна партія значно перевищує її чисельність у парламенті.
Невеликий, але важливий прорив для Прогресивної партії, яка зазнала серйозної поразки в 1961 році, стався на виборах у 1965 році, коли двох білих представників від кольорових виборців було обрано до Народної ради від Капської провінції в 1965 році, а саме Оскара Волгейма й В. Дж. М. ван Гірдена, обидва з яких змогли перемогти кандидата у віцепрезиденти. Брак прогресу партії на виборах у шістдесятих і сімдесятих роках можна частково пояснити численними переворотами та громадянськими війнами в Африці того часу. Білі виборці в ПАС, які побоювалися можливості створення темношкірого уряду, не дуже думали про «конституційний захист меншин». Прем'єр-міністр Гендрік Вервурд, ймовірно, висловив побоювання багатьох білих виборців, особливо африканерів, коли він сказав у Народній раді 25 січня 1966 року: «Ми віримо, що чорний уряд над білими в Родезії призведе до руйнування та хаосу».

## Нова поразка Прогресивної партії
З одностороннім проголошенням незалежності Родезії 11 листопада 1965 року як доказ для білих виборців у ПАС того, що менше ніж 300 000 можуть кинути виклик усій світовій спільноті та на тлі того, що багато білих людей у ПАС вважали ситуацію в Родезії нападом на всіх білих у ПАС, виборці пішли на виборчі дільниці 30 березня 1966 року, на яких Прогресивна партія могла спробувати довести своє право на існування. Ще до виборів 1966 року апартеїдський уряд ПАС був незадоволений тим, що Прогги «намагалися здобути собі вагомішу позицію в білій політиці» шляхом успіху на виборах від кольорових представників Ради від Капської провінції, а також те, що вони мали намір брати участь у наступних виборах від кольорових представників, Вервурд зазначив, що уряд розгляне законодавство, щоб «запобігти втручанню білих партій у політику небілих». Це було обумовлено тим, що успіх Прогресивної партії «створив нестерпну ситуацію для уряду та реалізації його політики» Вервуда. У 1968 році представництво білими делегатами від кольорових виборців було скасовано, а представництво кольорових у Народній раді було збільшено до 60 членів. Після цього білі були усунуті з «коричневих» виборів у зв'язку з чим Прогги втратили важливу платформу для обрання в парламент.

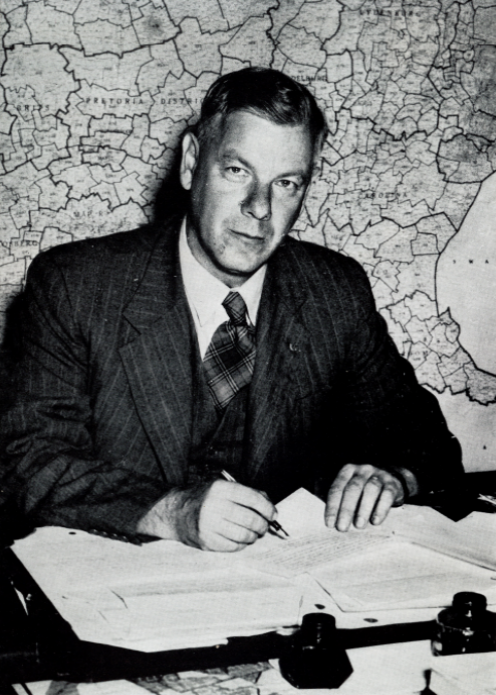
Гендрік Вервурд – прем'єр-міністр ПАС з 1958 до його вбивства у 1966 році

На виборах Прогресивна партія висунула 27 кандидатів у 160 білих виборчих округах, що на чотирьох більше, ніж у 1961 році. Ймовірно, через страх перед «загрозою темношкірих», яку Прогги нібито хотіли накинути на ПАС, партія показала гірші результати на цих виборах, ніж у 1961 році, і зібрала лише 43 869 голосів, приблизно на 25 000 менше, ніж п'ять років тому. Більшість Сузман у Гоутоні цього разу становила 711 голосів проти В. П. Бенс'юзана порівняно з 564 у 1961 році. Єдині кандидати від Прогресивної партії, які показали себе на гідному рівні, були в іншому виборчому окрузі на півночі Йоганнесбурга:
- M. E. Фішер отримав 25,7 % голосів у Північному Йоганнесбурзі,
- Б. Фрідман — 34,7 % у Парктауні,
- В. Сенд — 21,6 % в Оранж Грув,
- Дж. Джослів — 27,3 % у Гіллбрув,
- С. Л. Діши — 21,6 % у Єовілль,
- Р. Ф. Герлі — 24,8 % голосів у Констанції,
- Колін Еґлін — 29,5 % у Сіпунті.

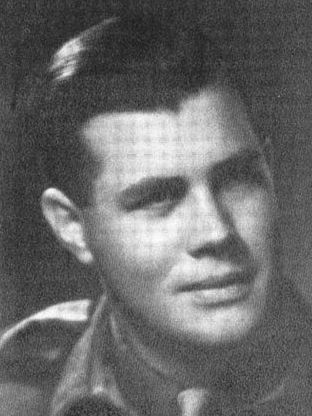
Колін Еґлін, давній друг і колега Сузман, який був одним із 26 кандидатів від Проггів на виборах 1966 року

Те, що навіть виборці в очевидно освіченому Гоутоні голосували більше за особу Гелен Сузман, ніж за політику її партії, доводить той факт, що віцепрезидент все ще зберіг своє місце в раді провінції Трансвааль.
У той час Сузман уже звикла отримувати листи ненависті та тривожні телефонні дзвінки вдома під час парламентських канікул. Її діяльність у Народній раді засудили як «сліпу», «неврівноважену», «підривну» і «старечу». Ближче до кінця своєї парламентської кар'єри вона сказала: «Я давно перестала турбуватися про те, що про мене говорять почесні депутати». Зі свого боку, вона схарактеризувала Об'єднану партію або їхню думку у Народній раді як, серед іншого, як «страшні», «скандальні», «огидні», «тривожні», «ідіотські», «ненависні» та «смішні». Ще в 1963 році вона попереджала своїх колег-законодавців: «Уряд… відмовляється бачити, що якщо ненасильницькі демонстрації будуть заборонені, вони будуть замінені насильницькими демонстраціями».
Роберт Бірлі, колишній керівник престижної англійської школи Ітон, описав її під час свого візиту до ПАС у 1966 році як «найвидатнішу жінку-парламентарку в західному світі». А регіональний журнал новин назвав її оптимісткою 1966 року.

### Убивство Гендріка Вервурда
Удень 6 вересня 1966 року Сузман сиділа в Народній раді й читала листа, який щойно приніс їй листоноша, коли інший листоноша підійшов до прем'р-міністра Вервурда й смертельно вдарив його кинджалом. Вона знала про переполох у залі ради, але не підозрювала, що відбувається, доки через кілька хвилин розлючені партійці, які витягли нападника з Ради, не втратили хватку та впустили нападника біля ніг Гелен. Тодішній міністр з питань «кольорового» населення Пітер Бота йшов слідом, розмахував руками й кричав, а потім втиснув пальцем в обличчя Сузман і крикнув на африкаанс: «Це ти! Ви, ліберали, зробили це! Тепер ми вас дістанемо». Пізніше Бота був змушений непереконливо вибачитися перед нею, але Гелен ніколи йому не пробачила.

## Поза парламентом

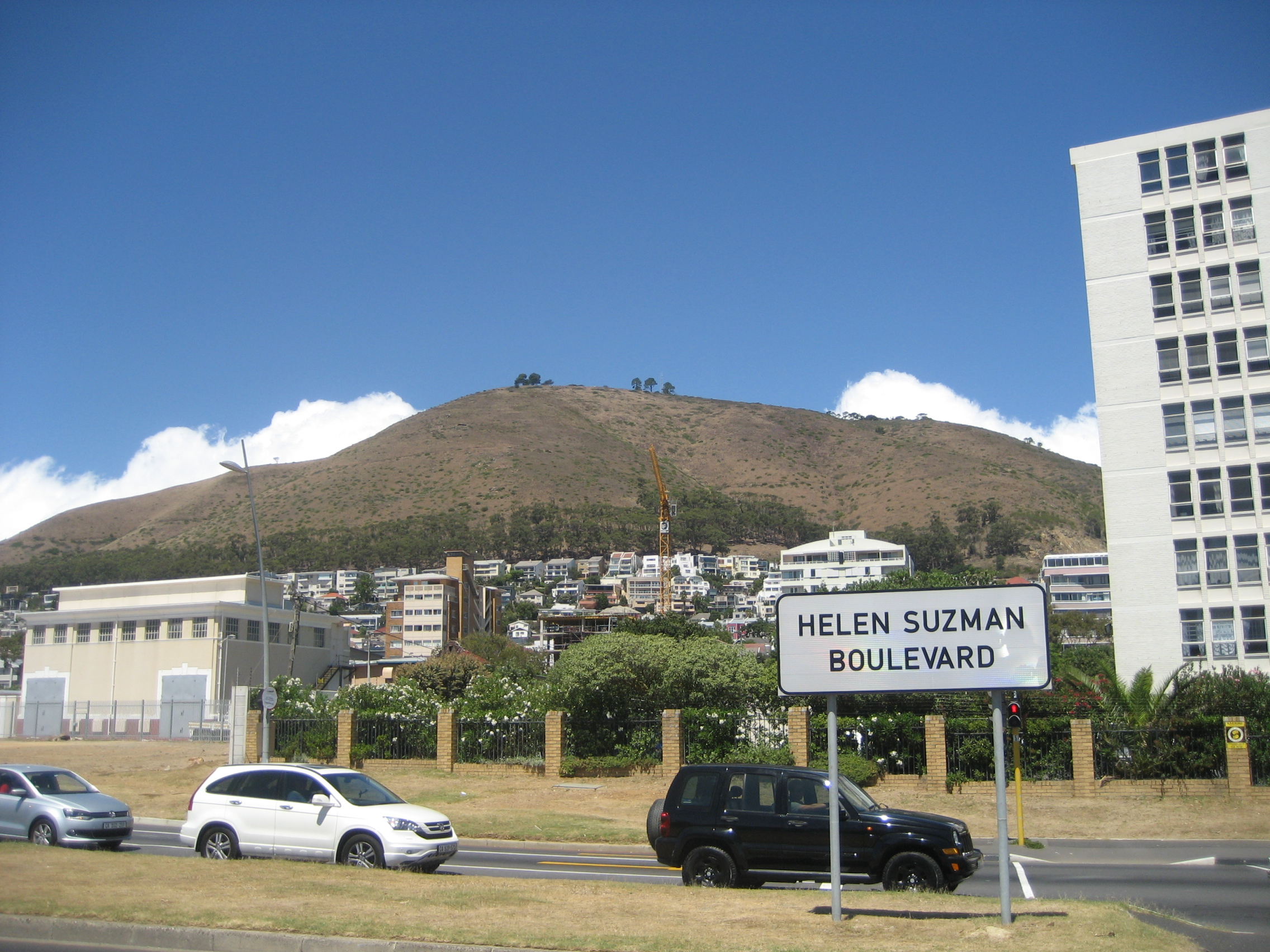
Бульвар Гелен Сузман у Сіпойнті, Кейптаун

У 1967 році Сузман уперше дали відпустку, щоб вона відвідала колишнього президента Нельсона Манделу у в'язниці на острові Роббенайланд. Протягом багатьох років вона також відвідала низку африканських держав, включно з Анголою, Ботсваною, Гамбією, Ганою, Кенією, Лесото, Малаві, Мозамбіком, Свазілендом (нині Есватіні), Танзанією, Замбією та Зімбабве. І хоча багато африканських лідерів вважають її прихильницею Південноафриканської парламентської системи, яка виключала темношкірих людей, її всюди люб'язно приймали. The Standard у Найробі вірить у «самотній і наполегливий голос», а Юліус Н'єрере з Dar es Salaam Pres сказав їй: «Коли все закінчиться, ваша роль буде внеском». Коли вони з Коліном Еґліном були з візитом у Кенії на початку сімдесятих років, Даніель Арап Мої, який пізніше став Президентом Кенії у 1978-у, хвалив Гелен як «видатну та сміливу противницю апартеїду в південноафриканському парламенті». Згідно з правилами парламенту Кенії, його членам заборонено аплодувати, але вони висловили свою вдячність, поклавши кулаки на столи. Еглін пізніше сказав: «Шум був схожий на табун слонів, що ревів у кенійському парламенті на знак поваги Гелен Сузман, єдиній з Партії прогресу з Південної Африки». За його словами, Сузман критикувала політику уряду, але жодного разу не принизила свою країну. Він також описав її як ідеалістку: «Вона ідеалістка, яка стоїть на землі. Вона індивідуалістка. Але вона індивідуалістка, яка розуміє важливість колективу. Вона жорстка в політичному бою. Але вона користується повагою суперників».

### Покращення умов ув'язнених
Багато років потому Невілл Александер, революціонер та співв'язень Мандели, розповів про внесок Сузман у покращення умов життя затриманих на острові Роббенайланд. За його словами, тюремники в той час були «безсоромно жорстокими, злими або, в кращому випадку, холодними й байдужими до страждань в'язнів». Александер зазначив, що для покращення їхніх обставин було три основні передумови. По-перше, їхній відкритий опір поводженню з в'язнями, по-друге, зовнішній тиск, як у самій країні, так і з-за кордону, і, по-третє, візити Червоного Хреста, членів правової системи Південної Африки та «місис Сузман». «Вона використовувала кожну доступну хвилину часу, відведену їй за чітко спланованим графіком (тюремної адміністрації), щоб отримати якомога більше знань. Під час свого першого візиту вона відвідала кількох ув'язнених, але під час другого лише Нельсона Манделу. Неофіційно, її перший візит можна вважати переломним моментом у поводженні з політичними в'язнями».
Александер сказав, що на вбивство Вервурда охоронці відреагували «жорстоким насильством», особливо щодо в'язнів в одиноких камерах. Їхня каторжна праця була посилена, а старі й хворі в'язні переживали найжорстокіші часи ув'язнення. «Якби місис Сузман не приїхала (на острів Роббенайланд) у лютому 1967 року, неможливо здогадатися, що б сталося. Знання про те, що вона була в дорозі, змусило владу пом'якшити ставлення, її візит і її репортаж про особливо ганебне кримінальне переслідування, за яке був безпосередньо відповідальний Ван Ренсбург, що керував ув'язненими в одиноких камерах, сприяли його переведенню до іншої в'язниці». Александер згадав, що під час пізнішої взаємодії із Сузман його вразила її «тверда відданість основним демократичним цінностям». «Мабуть, найбільшою даниною, яку звільнена й демократична Південна Африка/Азанія може віддати своїм зусиллям, буде визнання того, що ця її боротьба… була особливим внеском у процес нашого виживання і, справді, нашого звільнення».

## Третій одноосібний термін

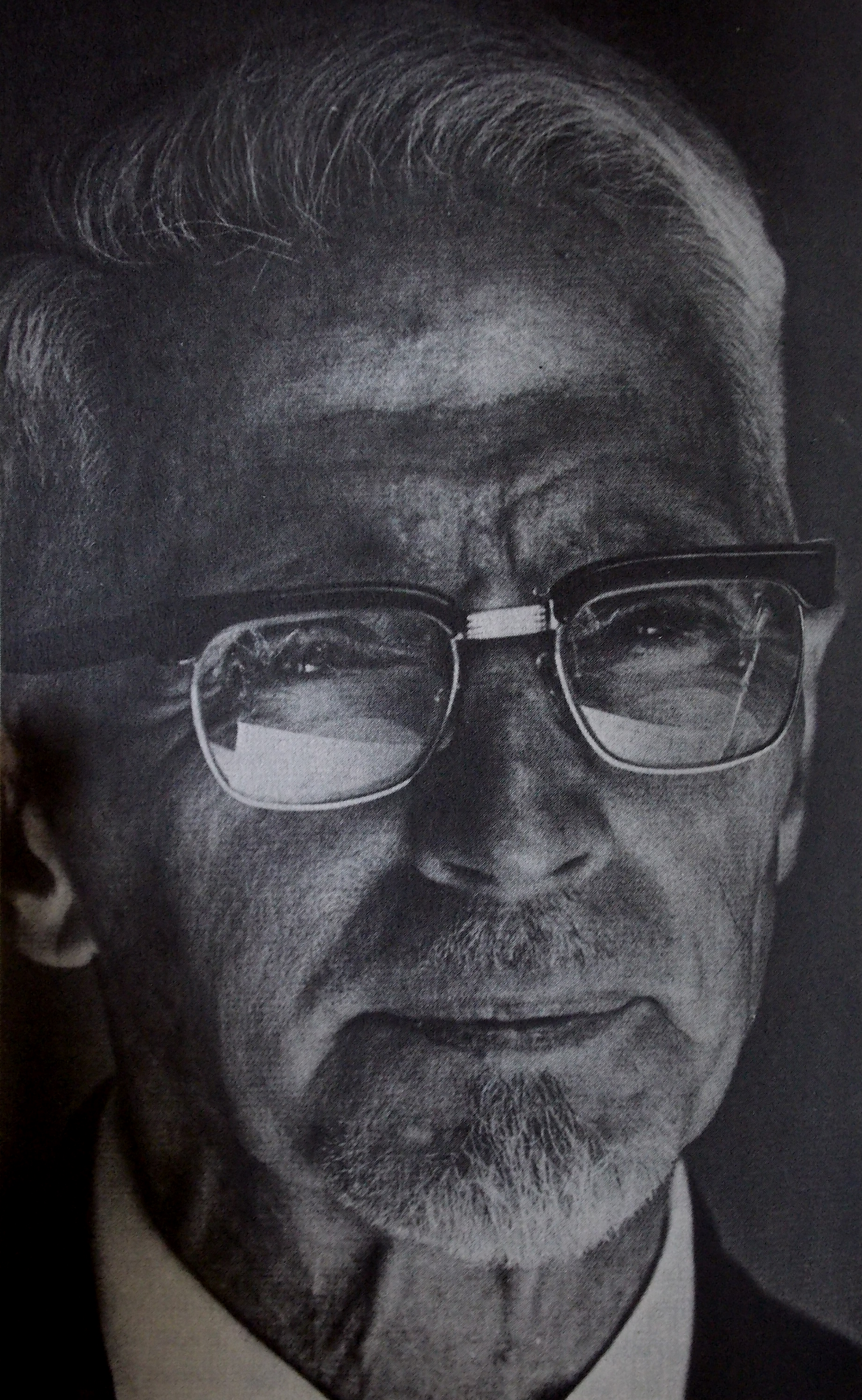
Альберт Герцог, який став першим лідером Відновленої національної партії, що була заснована 25 жовтня 1969 року в Преторії.

У 1969 році стався повторний розкол Об'єднаної партії на лівих і правих. На чолі нової фракції постав Альберт Герцог, син Баррі Герцог, який у 1968 році був звільнений з посади Міністра охорони здоров'я. Баррі Герцог був відомий тим, що протягом усього життя підтримував розвиток африканерської культури, рішуче захищав африканерів від британського впливу.
У квітні 1969 року Альберт виголосив свою так звану кальвіністську промову в Народній раді, у якій він підкреслив відмінності між кальвіністськими нахилами африканерів і традиційно ліберальним світоглядом англомовних. Де Вільєрс Грааф, лідер Нацпартії, вимагав від Альберта Герцога піти у відставку. Сам прем'єр-міністр Джон Форстер після цього відрікся від Герцога.
Форстеру довелося діяти швидко, щоб придушити будь-яку можливу ширшу опозицію й позбавити Герцога та його послідовників можливості створення нової партії правих. Єдиним виходом були дострокові загальні вибори. 16 вересня 1969 року Форстер оголосив, що вибори, які мали відбутися в 1971 році, пройдуть уже у квітні 1970 року. Герцог, своєю чергою, провів 24 жовтня 1969 року велике публічне зібрання в Преторії, яке завершилося наступного дня заснуванням Відновленої національної партії (ВНП).
На виборах 1970 року Сузман знову перемогла в Гоутоні та збільшила свою перевагу до 2049, а знову Прогресивна партія змогла досягти пристойних результатів лише в округах, найближчих до Гоутона (Берія, Північний Йоганнесбург, Нордранд, Оранж Гров і Парктаун). Через 11 років усе стало виглядати так, ніби Прогги не мають реального права на існування. Ян Штайтлер пішов у відставку з посади лідера партії наприкінці листопада 1971 року, а на з'їзді ПП у 1972 році Еґлін був названий його наступником. У серпні того ж року расову політику партії було переглянуто, ймовірно, у результаті зусиль віцепрезидента переформулювати власну расову політику. Найважливішим рішенням було те, що ПП намагатиметься змінити межі провінцій, щоб багаторасові райони могли бути включені до провінцій, підпорядкованих федеральному парламенту. У такий спосіб партія хотіла встановити баланс, який би унеможливив домінування будь-якої групи населення над іншою. Виборчі права однаково залежатимуть від освітнього та економічного цензу. У той час, попри розчарування щодо загальних виборів 1970 року, нова підтримка ряду молодих носіїв африкаанс породила нову надію в ПП, але напередодні виборів 1974 року Сузман вирішила, що бути однією в Народній раді протягом 13 років для неї достатньо: якби знову виграла лише вона й жоден інший Прогг не потрапив до парламенту, вона б здалася.

## 1970—1974 роки
Згодом Сузман стала відома своїми питаннями, якими вона постійно засипала членів кабінету. Якщо вона не могла вплинути на законодавство, міркувала вона, то могла принаймні змусити уряд розкрити деталі його імплементації та застосування. Одного разу Гелен сказала, що парламент є єдиним місцем, де можна притягнути уряд до відповідальності й отримати від нього інформацію. У такий спосіб колишній статистик Другої світової війни створив колекцію корисних статистичних даних: скільки людей було затримано без суду, кого за що притягнули до відповідальності, кого повісили тощо. Ці цифри могли бути використані пресою, яка співчувала Сузман і справедливості, тому що все, що містилося в гансарді (запис усього, що було сказано в парламенті), могло бути опубліковане навіть у найтемніші часи обмежень апартеїду щодо свободи преси.
Хоча в 1970 році здавалося, що зростання підтримки виборців Об'єднаної партії може покласти кінець віцепрезиденту, сталося якраз протилежне. Ця партія була у сприятливому становищі для консолідації та розвитку свого успіху на виборах, оскільки ряди африканерів були глибоко розділені після розколу минулого року, а право Проггів на існування ставилося під сумнів навіть прихильниками. Проте саме внутрішні чвари з часом почали давати поштовх до розпаду Об'єднаної партії. В основному це стосувалося партійного керівництва. Після виборів 1970 року впливові члени англійського істеблішменту (політичні еліти), включно з представниками англійської преси, почали замислюватися, чи справді віцепрезидент може бути інструментом, за допомогою якого участь англомовних людей у політиці може залишатися впливовим чинником.
Коли лояльність істеблішменту остаточно похитнулася, виникла загроза повстання проти керівництва Об'єднаної партії. Абсолютною альтернативою для істеблішменту була Прогресивна партія, хоча більшість звичайних англомовних виборців не поділяли цієї думки. ПП завдячувала своїм раптовим просуванням на виборах 1974 року до шести членів парламенту (семи після проміжних виборів у Пайнлендсі) саме внутрішній боротьбі в Об'єднаній партії. Саме тоді, коли здавалося, що кінець її 20-річної кар'єри в Народній раді був неминучий, Сузман раптово отримала ще п'ятьох колег на загальних виборах 1974 року, а невдовзі після цього ще одного на додаткових виборах у Пайнлендсі, які були проведені через смерть президента.
Тим часом Сузман, яка тепер мала не одного колегу, а цілих шість, змогла зосередитися на тих сферах, які її найбільше цікавили: ув'язнення без суду, права людини, права темношкірих, ув'язнені та тюрми, базове правосуддя. За цей час вона ще більше стала поборницею для затриманих, тих, хто був судимий, і тих, хто, з погляду законодавства, ухваленого Нацпартією за підтримки Об'єднаної, міг перебувати під вартою на невизначений термін протягом 90 днів. Багато людей із набагато радикальнішими політичними переконаннями обурювалися тим фактом, що вона, біла жінка в білому парламенті, уже була тим, хто міг їм допомогти, і багато хто згодом ставився до неї вороже, особливо серед молодшого покоління, яке не хотіло мати нічого спільного з будь-ким, хто так чи інакше був частиною системи апартеїду. Ставлення Гелен було таким: «Ну, це ганьба. Я опинилася в стані речей, до яких була причетна, і це мало значення».

## Третій і четвертий політичний терміни
Під час парламентської сесії після виборів 1974 року віцепрезидент зазнав подальших невдач, коли чотири члени Нацпартії, а також деякі місцеві представники та члени провінційних рад залишили партію, щоб заснувати окрему — Реформістську — під керівництвом Гаррі Шварца. Їхня політика була лівою порівняно з Нацпартією, але ще не такою сильною, як у Проггів. Попри це, Прогресивна партія об'єдналася з Реформістською під час сесії Національної ради 1975 року і стала Партією прогресивних реформ.

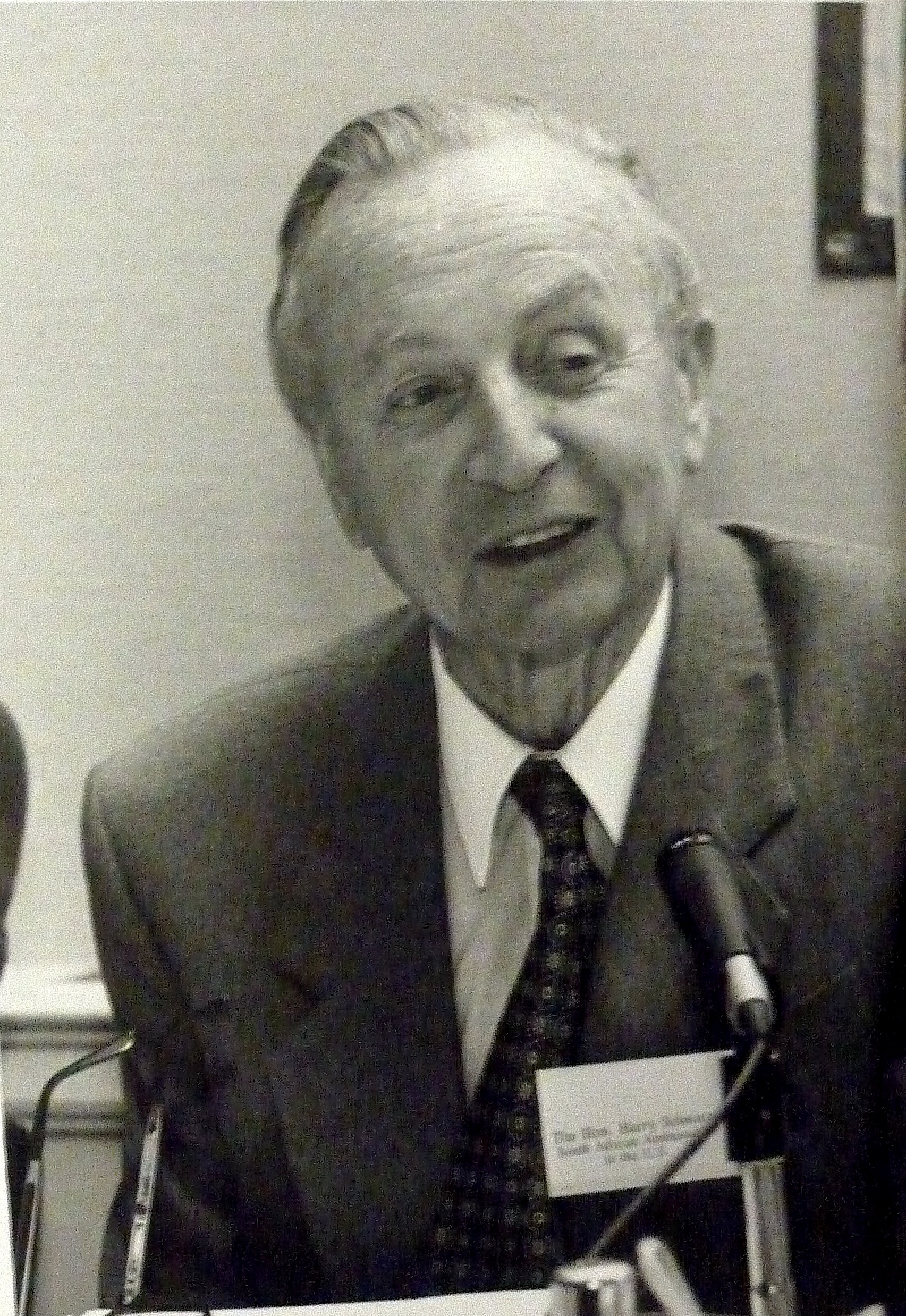
Гаррі Шварц, лідер Реформістської партії, яка об'єдналася з Прогресивною партією. Завдяки цьому злиттю та подальшому розпаду Об'єднаної партії в 1977 році Сузман вперше з 1959 року опинилася в офіційній опозиції у Народній раді.

У вересні 1976 року Граафф оголосив, що його Об'єднана партія візьме на себе ініціативу у формуванні нової лівої опозиції до Нацпартії.

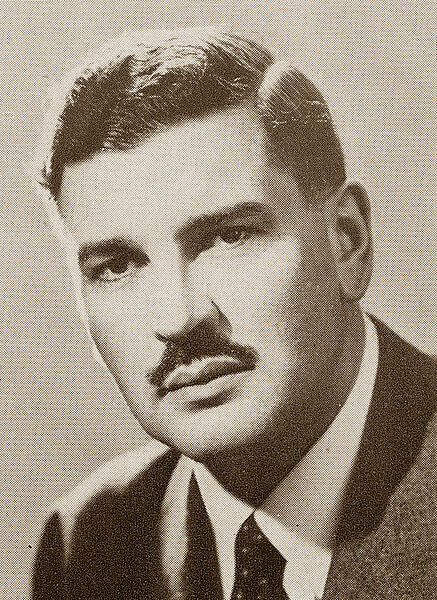
Де Вільєрс Грааф, лідер Об'єднаної партії

29 червня 1977 року, після того, як Майбург Стрейчер і ще п'ять консерваторів націоналів були виключені з націоналів та створили Південноафриканську партію, а віцепрезидент і Демократична партія на чолі з Тео Ґерденером сформували партію Нової Республіки на спільному з'їзді. Джапі Бассон і ще п'ять націоналів та об'єднаних були незадоволені обмеженою основою, на якій була заснована нова партія, і разом із членами демократів, які не хотіли зливатися з націоналами, вони приєдналися до Партії прогресивних реформ 5 вересня 1977 року як Прогресивна федеральна партія. Так Сузман навесні 1977, незадовго до свого 60-річчя, року опинилася у своїй четвертій політичній партії.
Усі зусилля, які багато членів об'єднаних, прогресивних та демократів доклали для створення об'єднаної лівої опозиції до Національної партії, зрештою призвели до того, що націонали здобули на загальних виборах 1977 року найбільшу перемогу за весь час свого існування: 134 місця, порівняно з 30 місцями інших партій. З усім тим, Сузман нарешті знову стала членом офіційної опозиції після 18 років, і в неї було ще 10 колег. Наступні вибори 1981 року стали передостанніми, у яких брала участь Сузман.

## Останні вибори
У 1987 році Сузман заявила: «Сподіваюся, у мене достатньо здорового глузду, щоб зрозуміти, коли настав час вийти на пенсію». Однак вона все більше й більше впадала у відчай через сумну політичну ситуацію в країні, яка, за її словами, вирувала в «громадянській війні» «з молодими темношкірими людьми, які переконані, що перемога неминуча, поки вони можуть продовжувати тиск, оскільки, здається, увесь світ на їхньому боці». На той час Партія прогресивних реформ давно прийняла принцип «одна людина — один голос», але все ще обстоювала ідею федеративної держави, у якій жодна група не зможе домінувати над іншою. Проте Сузман зізналася в приватних розмовах, що вона розуміє, що більшість темношкірих людей не підтримують федеральну систему. Вона також вірила, що тисячі освічених темношкірих людей захочуть стати партнерами білих людей, замість того, щоб брати верх і домінувати. Пізніше вона сказала, що якби темношкірі все-таки взяли верх, але б не забезпечили права та хартії прав людини, вона, ймовірно, не захотіла б залишатися в ПАС.
Для того, щоб краще просувати ідею федеративної держави із захистом прав меншин для виборців, ППР і партія Нової республіки утворили виборчий альянс у січні 1987 року. Об'єднання прагнуло до повного громадянства для всіх південноафриканців без дискримінації за ознакою раси, розподілу політичних прав без привілеювання однієї групи й захист прав особи. ППР також виступала за інтенсивні переговори між справжніми лідерами всіх верств населення щодо нової Конституції під час національного з'їзду, у якому братимуть участь лідери всіх основних політичних груп, за винятком тих, які на той час ще виступали за насильство.
8 квітня 1989 року Національний демократичний рух Малана, Незалежна партія Воралла та ППР у Демократичну партію.

## Вихід на пенсію
У травні того ж 1989 року Сузман оголосила про свій відхід з активної політики, оскільки їй уже був 71 рік і вона не бачила шансів ще на п'ять років у парламенті. 17 травня Гелен Сузман оголосила про свій відхід з активної політичної діяльності після 36 років роботи в парламенті. Того дня вона сказала в інтерв'ю Die Burger: «Я знаю, що все ще буду шкодувати про відставку, але я також знаю, що я вчинила правильно. Краще піти, якщо люди все ще хочуть бачити тебе, ніж тоді, коли ти чіпляєшся за місце, поки всі намагаються позбутися тебе». Вона зазначила, що вважала своїм найбільшим розчаруванням той факт, що Прогресивній партії та іншим партіям, до яких вона приєдналася, так і не вдалося пробитися на вибори. Проте зростання кількості Проггів, обраних з 1974 року, надихала її. Можливо, найбільше розчарування було в 1987 році, коли Консервативна партія замінила Прогресивну як офіційну опозицію в Народній раді. Найбільше задоволення у своєму громадському житті Сузман відчувала щоразу, коли уряд скасовував закон, проти якого вона боролася.
Її наступником на посаді від Гоутона став Тоні Леон, який згодом став лідером Демократичної партії й, нарешті, також першим лідером Демократичного альянсу.
Ліберальні цінності, за які Сузман боролася роками, містяться в Конституції демократичної ПАР. Після виходу на пенсію вона залишалася активною в політичному житті та була призначена до Незалежної виборчої комісії, яка спостерігала за першими демократичними виборами країни в 1994 році. Проте, вірна своїй натурі, вона також не вагалася підтримувати новий уряд, а не критикувати, особливо тому, що тенденції Конгресу ставили партію та державу вище за особистість.

## Смерть
Сузман мирно померла вдома в Йоганнесбурзі 1 січня 2009 року. Згідно з матеріалом на першій сторінці Die Burger наступного дня, її смерть «шокувала суспільство, а газета була завалений людьми, які хотіли отримати підтвердження цієї новини та висловити свою вдячність її роботі». Газета описує Гелен як «дуаєну ліберальної політики в ПАР» і пише: «Вона здобула всесвітню популярність завдяки тому, як представляла виборчий округ Гоутон у парламенті упродовж 36 років, з 1953 по 1989 рік. Вона була затятою противницею апартеїду і їй часто доводилося самотужки боротися за расизмом».
Її поховали в неділю, 4 січня, на кладовищі Веспарк у Йоганнесбурзі поруч із її чоловіком під час приватної єврейської церемонії. прес. Кгалема Мотланте запропонувала державні похорони, але її найближчі родичі відхилили цю пропозицію. Проте багато високопоставлених осіб з Африканського національного конгресу прийшли віддати їй шану. Серед носіїв були Мотланте, генеральний секретар АНК Гведе Манташе, прем'єр-міністр Гаутенга Пол Машатіле та мер Йоганнесбурга Амос Масондо.

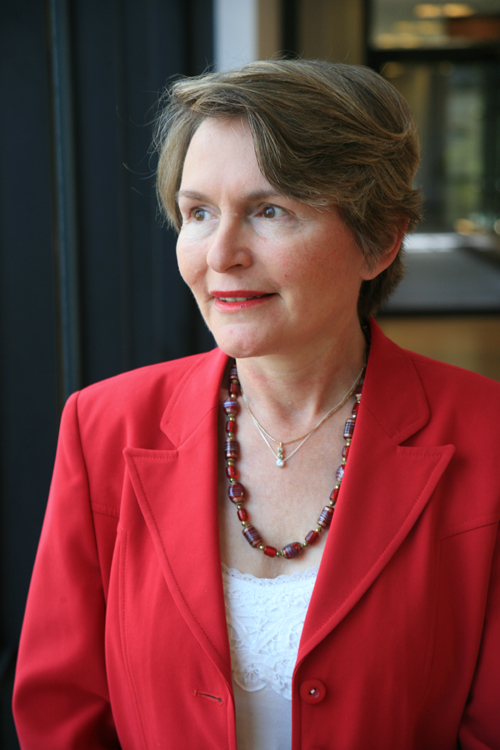
Гелен Зілле, тодішня лідерка Демократичного альянсу

Тодішня лідерка Демократичного альянсу Гелен Зілле описала Сузман як «гіганта в історії ПАР» та зазначила: «Ясність її бачення, її хоробрість і непохитність принципів є маяками надії для тих із нас, хто хоче розвивати цей процес далі. Ми подбаємо про те, щоб її спадок ніколи не був забутий…».
Колін Еглін розповів газеті, що втратив споріднену душу, з якою «працював, мав компанію та розважався» протягом 50 років. «Вона ніколи не вдавала, що справді вміє готувати, але була чудовою господинею… Їй не було рівних. Життя ніколи не було нудним, коли Гелен була поруч, і вона збагатила моє життя також тому, що на задньому плані завжди було усвідомлення того, що вона піклується про людей. У цьому сенсі вона була винятком із політичного правила. Для неї завжди йшлося про порятунок і добробут менш щасливих… До тридцяти людей щотижня приходили до неї за допомогою. Вона, як і інші, дзвонила в профільне державне відомство, але, боже, як вона на них наїжджала! Я не емоційна людина, але вважаю, що зі смертю Гелен Сузман у нашій країні згасло світло. У брудній політиці вона була людиною, яка дійсно дбала про людей».

## Почесті
Протягом багатьох років 27 університетів у багатьох частинах світу присудили Сузман ступінь почесної докторки, зокрема:
- Оксфорд у 1973 році,
- Вітс і Гарвард у 1976 році,
- Колумбійський і Сміт-коледж у 1977 році
- Брандейс у 1981 році,
- Денісон у 1982 році,
- Саред Гарт, Коннектикут у 1984 році,
- Кейптаун у 1986 р.

Також у 1973 році вона була призначена почесним членом Фонду Коледжу св. Г'ю в Оксфорді, а в 1975 році — Лондонської школи економіки. У 1978 році Сузман отримала Премію ООН від Міжнародної ліги прав людини, а в 1984 році Медальйон американських свобод. Її двічі номінували на Нобелівську премію миру та канцлерство Вітса.
У 1989 році, у рік її відставки, британський монарх надав їй почесне звання Почесної Дами-командора (цивільної дивізії) Ордена Британської імперії, який вона отримала в Букінгемському палаці. Оскільки на той час ПАР не була частиною Співдружності, до неї не можна було звертатися «леді», хоча багато людей називали її леді Гелен або Гоутон. Тим часом Вітс вшанував її у 1990 році заснуванням кафедри політології імені Гелен Сузман. Сама Сузман виділила значну частину грошей, які вона отримала за 36 років служби, у стипендіальний фонд Гелен Сузман, з якого одну мулатку, темношкіру або індійську жінку щорічно відправляли б до університету. Серія з 10 британських стипендій, які будуть надані південноафриканським кандидатам для навчання у Великої Британії або в Університеті Родоса, також була названа на її честь.

## Оцінки
Її колега в Прогресивній партії та її наступник Колін Еглін сказав про неї наприкінці вісімдесятих: «Протягом найтемніших днів Гелен вдалося прищепити в Південній Африці віру у фундаментальні ліберальні цінності людської гідності, індивідуальної свободи та верховенства. Своїми діями та висунутими аргументами вона продемонструвала, що ці цінності не є просто абстрактними принципами, а основою доброго уряду та цивілізованого суспільства. Їй вдалося довести ці цінності не тільки натхненням цілей південноафриканців нового покоління, але й тим, що вони будуть важливими характеристиками уряду ще довго після того, як ера апартеїду зникне».
Письменниця Надін Гордімер одного разу віддала данину пам'яті своїй давній подрузі, з якою вона різко не погоджувалася щодо участі в південноафриканському парламенті, санкцій і відчуження інвестицій, сказавши: «Гелен Сузман ніколи не дозволяла собі стати співучасницею зла, що завдає болю, приниження та несправедливості в нашій країні; власними словами та діями вона працювала, щоб навчити білих південноафриканців, що байдужість є згубним шляхом до пекла. Вона стріляла прямо в реальність, широко розплющивши очі».

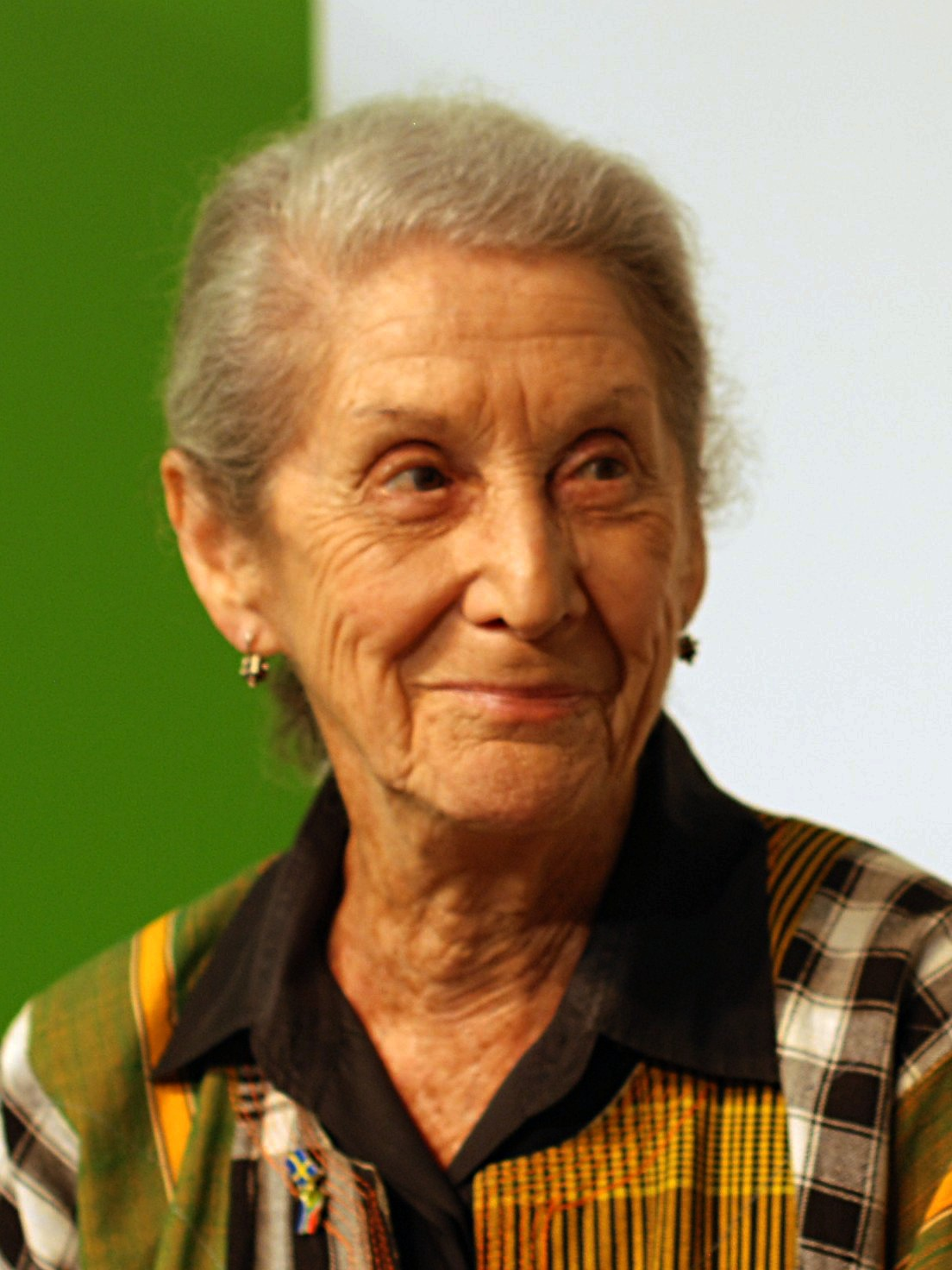
Надін Гордімер, письменниця, лауреатка Нобелівської премії з літератури

Гендрік Вервурд, який залякував Гелен протягом усіх років спільної роботи в Народній раді, описав Сузман як «чудову парламентарку з добре продуманими аргументами».

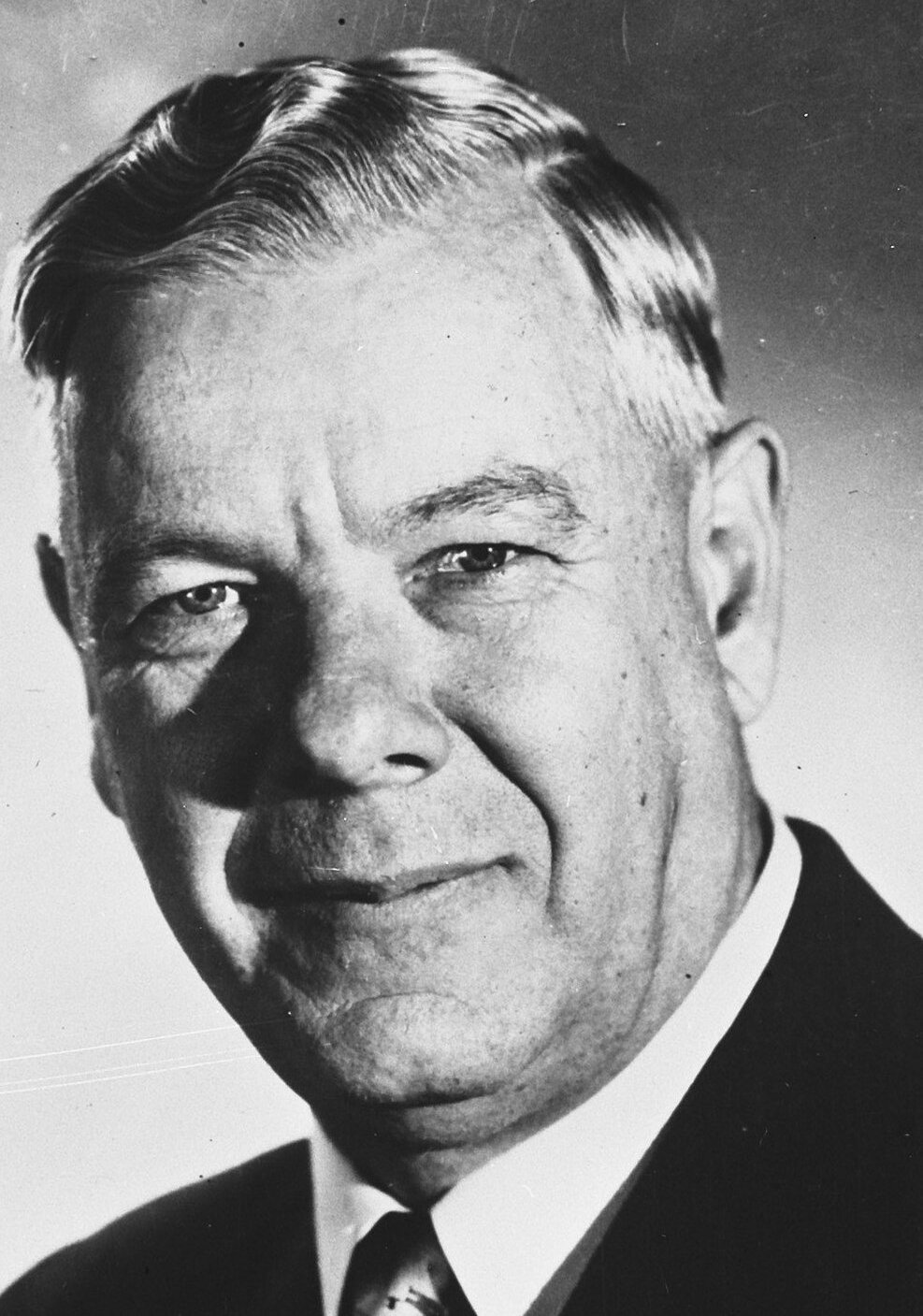
Гендрік Вервурд, прем'єр-міністр ПАС у 1958—1966 роках

Чорношкірі лідери, такі як Альберт Лутулі, називали її «яскравою зіркою в темній кімнаті». Колишній президент Нельсон Мандела одного разу сказав, коли він і його товариші були у в'язниці на острові Роббенайланд: «це було чудове видовище бачити цю відважну жінку, яка заглядає в камеру».
Оголошуючи про відставку Сузман у 1989 році, Die Burger залишив у редакційній статті про неї: «Протягом 36 років, коли місис Сузман представляла свій виборчий округ, Гоутон, у парламенті… вона була грізною політичною опоненткою і парламентаркою. Її політично принципова стійкість, як-от опозиція до санкцій, і лояльність до своєї партії, а також до парламенту, сприяли престижу, який вона має… Водночас її непохитне завзяття щодо політичних поглядів відповідно до традиційної ліберальної моделі було одним із її найбільших обмежень. Однобічність, з якою вона дотримувалася цієї ідеології, не залишала місця для пристосування до інших поглядів чи компромісу. В унікальних і складних обставинах Південної Африки такий підхід рідко може спрацювати. Це має бути однією з основних причини, чому Прогресивна федеральна партія ніколи не змогла стати альтернативним урядом».
Саме непоступливість Гелен Сузман найбільше вразила політичного оглядача та колишнього редактора Vrye Weekblad Макса дю Пріза. Незабаром після її смерті він написав у Mail & Guardian: «Я захоплювався Сузман, тому що вона була такою незворушною, однозначною та безстрашною. Але насамперед я поважав її, тому що вона ніколи не змінювала своїх фундаментальних переконань і принципів, на відміну від політиків, які розсипали хвалебні слова на її честь після її смерті». Він також не погодився з нею щодо участі в парламенті.
У той самий час Die Burger повідомила про «схвалення з різних сторін» на адресу Сузман. Зак де Бір, співголова Демократичної партії, сказав, що пані Сузман була хороброю, чесною, самовідданою та наполегливо працювала; їй ніколи не було рівних як члену парламенту. Фредерік Віллем де Клерк, президент ПАР у 1989—1994 роках сказав, що хоча він був категорично проти політичних ідей пані Сузман, він завжди захоплювався її хоробрістю й рішучістю.